# الکساندراو، وارمیان-مسورین ویوودشیپ
الکساندراو، وارمیان-مسورین ویوودشیپ (به لاتین: Aleksandrowo, Warmian-Masurian Voivodeship) یک منطقهٔ مسکونی در لهستان است که در Gmina Orzysz واقع شده‌است.